# Martirológio de 411
O Martirológio de 411 é o mais antigo martirológio cristão oriental.  Está escrito em siríaco e preservado em um dos manuscritos siríacos mais antigos, British Library, Add MS 12150, datado de novembro de 411. 
Apesar de sua data inicial, o Martirológio de 411 não está no topo da tradição martirológica oriental. Em vez disso, está relacionado com a tradição ocidental representada no Martyrologium Hieronymianum.  É uma tradução de um martirológio grego de cerca de 362, que também foi usado como fonte para o Martyrologium Hieronymianum.  Os últimos santos incluídos datam do reinado de Juliano, o Apóstata (361–363) e podem ser acréscimos posteriores não encontrados no texto grego original. 
O martirológio é dividido em duas listas de "mártires do Ocidente" e "mártires do Oriente". A lista ocidental é organizada por dia e mês do ano, começando com Santo Estêvão em 26 de dezembro e terminando com Pedro de Alexandria em 24 de novembro. A lista oriental contém as vítimas da Perseguição de Quarenta Anos de Shah Shapur II do Império Sassânida. Está organizado não por data, mas por posição na Igreja do Oriente. 